# しとうもも
しとう もも（1998年3月5日 - ）は、日本のモデル、女優、インフルエンサー。本名は、詩島 萌々（読みは同じ）。山形県出身。株式会社ナハト所属。

## 来歴
2016年、女性アイドルグループ・カプ式会社ハイパーモチベーションのメンバーとしてデビュー。2018年解散。
2018年にはミスiD2019を受賞。
2020年に「山形美少女図鑑」の応援アンバサダーに就任。2021年2月にはフルーツ＆モッツアレラチーズ専門店「un jour（アンジュール）」を開店し、3月には本人初めてのデジタル写真集「ももびより」をリリースした。

## 出演

### 広告
- 2020年1月 KOSE「FASIO マスカラ」CM
- 2020年6月 プリントシール機「CAOLABO」（フリュー）
- 2020年11月 GU「マシュマロフィール」イメージモデル

### TV
- 「どうせもう逃げられない」（毎日放送）
- 「恋愛ドラマな恋がしたい～Kiss to survive」（AbemaTV）
- 有田ジェネレーション（TBSテレビ）
- 怒りの追跡バスターズ（TBSテレビ）
- 新週刊 フジテレビ批評（フジテレビ）

### イベント
- 福岡アジアコレクション 2019[7]
- ミスiD2019受賞[8]
- TOKYO IDOL FESTIVAL 2016
- TOKYO IDOL FESTIVAL 2017

### WEB
- oricon style
- モデルプレス

### 掲載誌
- サンケイスポーツ
- スポーツ報知
- スポーツニッポン
- HOTDOG press